# Jove Victoriós
El Jove Victoriós, també conegut com a Atleta de Fano, o de Lisip de Sició, és una escultura de bronze grega, realitzada entre el 300 i el 100 abans de la nostra era, i es troba al Museu J. Paul Getty de Califòrnia. En el seu primer redescobriment, Bernard Ashmole i altres erudits l'atribuïren a Lisip de Sició.

## Descobriment
L'escultura es va trobar l'estiu del 1964 a la mar, davant de Fano, a la costa adriàtica d'Itàlia, enganxada a les xarxes d'una barca italiana, el Ferri Ferruccio. Els comerciants d'art italians van pagar als pescadors 5.600 dòlars per l'escultura. El Museu Getty la va comprar al comerciant d'art alemany Herman Heinz Herzer per quasi 4 milions de dòlars el 1977.
L'escultura podria formar part de les moltes escultures d'atletes victoriosos en santuaris grecs panhel·lènics com ara Delfos i Olímpia. La mà dreta li arriba a tocar la corona d'olivera del guanyador. El cap poderós ha dut els espectadors a veure-la com un retrat. Els ulls de l'atleta alguna devien estar incrustats, probablement amb os, i els mugrons són de coure.
No s'ha establert la ubicació precisa del naufragi, que evità que aquest objecte es fongués com tots els bronzes grecs, excepte uns pocs; el més probable és que un vaixell romà que transportava objectes saquejats es dirigís a Itàlia quan s'enfonsà. L'estàtua es va desprendre de la base i els turmells se li trencaren.

## Descripció i estil
Les dimensions de l'estàtua són 151,5 cm d'alçada (des del cap fins al panxell, ja que els peus no hi són), 70 cm d'ample i 28 cm de profunditat.
El jove atleta està representat en la nuesa heroica. Els ulls, que li manquen, es degueren fer per separat en pedra acolorida o pasta de vidre, i es van inserir després de la fusió, mentre que els mugrons són de coure.

## Controvèrsia sobre la propietat
El Museu Getty està involucrat en una controvèrsia sobre la propietat d'algunes obres d'art de la seua col·lecció. L'anterior conservadora d'antiguitats del Museu, Marion True, fou acusada a Itàlia el 2005, amb Robert E. Hecht, per càrrecs penals relacionats amb el tràfic d'antiguitats robades. L'evidència principal del cas prové de la batuda del 1995 d'un magatzem de Ginebra, Suïssa, que havia contingut una fortuna en objectes robats. El distribuïdor d'art italià Giacomo Medici fou arrestat el 1997; s'afirmava que la seua operació formava part d'"una de les xarxes d'antiguitats més grans i sofisticades del món, responsable de desenterrar il·legalment i emportar-se milers de peces de primer nivell i lliurar-les a l'extrem més elitista del mercat internacional d'art".
En una carta al J. Paul Getty Trust del 18 de desembre del 2006, True declarà que se li estava obligant a "dur la càrrega" de certes pràctiques conegudes, aprovades i consentides per la Junta Directiva del Getty. A hores d'ara, True està sent investigat per les autoritats gregues per l'adquisició d'una corona funerària de 2.500 anys d'antiguitat.
El 20 de novembre del 2006, el director del museu, Michael Brand, comunicà que es retornarien a Itàlia vint-i-sis peces en disputa, però no pas el Jove Victoriós, per la qual cosa el procediment judicial encara en resta pendent.
En una entrevista al Corriere della Sera el 20 de desembre del 2006, el ministre italià de Patrimoni Cultural va declarar que Itàlia col·locaria el museu sota un embargament cultural si les 52 peces en disputa no tornaven a casa. L'1 d'agost del 2007 s'anuncià un acord pel qual el museu retornaria a Itàlia 40 peces de les 52 demanades, entre aquestes la Venus de Morgantina, que va ser retornada el 2010, però no pas el Jove Victoriós, encara pendent de processos penals a Itàlia. Aquest mateix dia, el fiscal de Pesaro va sol·licitar la confiscació de l'estàtua per haver estat exportada il·legalment fora d'Itàlia, i la disputa va arribar a la Cort Constitucional.

## Galeria d'imatges

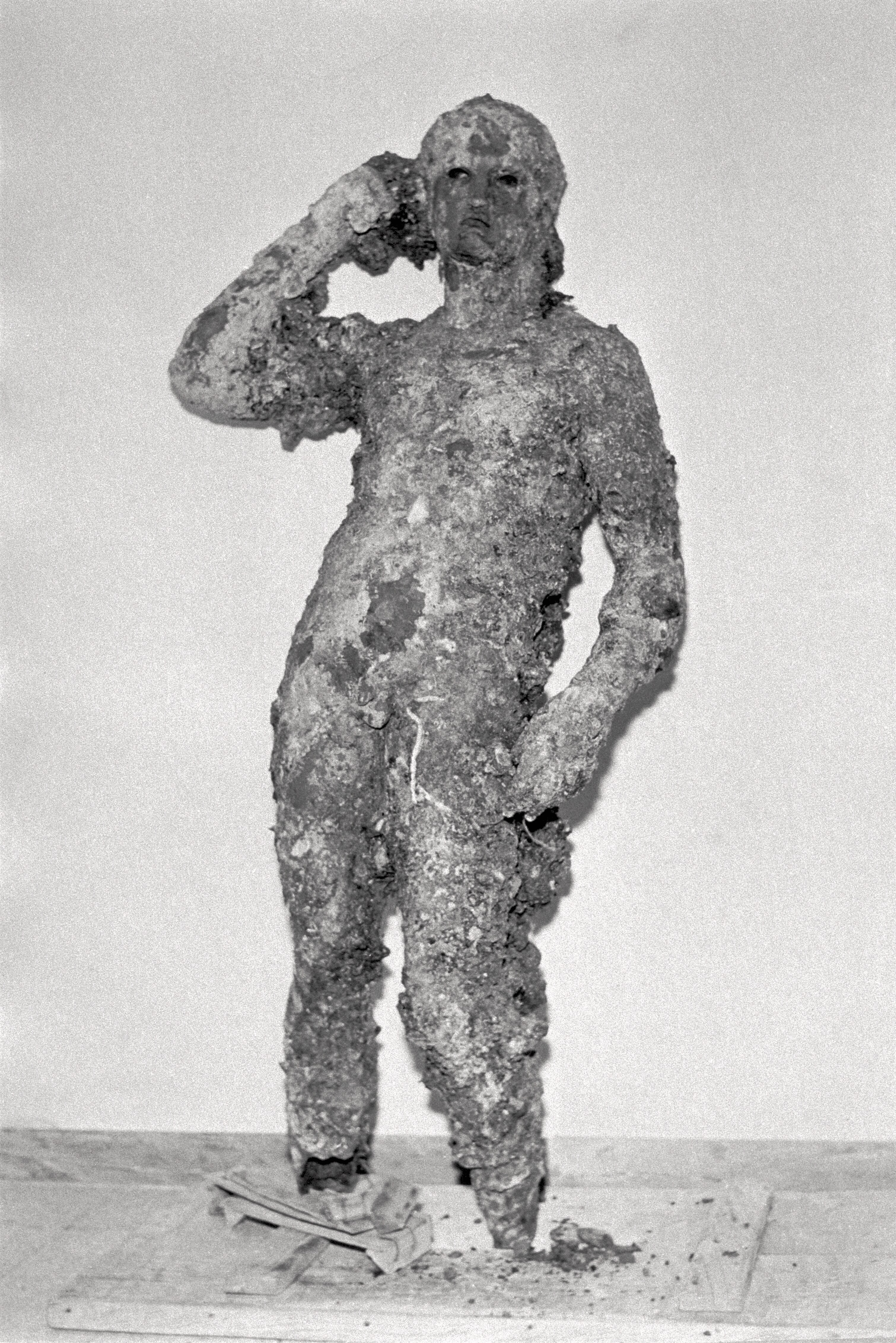
El Jove Victoriós abans dels treballs de restauració
Vista frontal esquerra del Jove Victoriós